# FMY MUSIC BUSTERS
『FMY MUSIC BUSTERS』（エフエムワイ・ミュージック・バスターズ）は、1998年から2001年までエフエム山口 (FMY) で放送されていたラジオ番組である。
山口県内でのミュージックシーンに着目した音楽番組で、県内で活動しているミュージシャンたちをプロ・アマを問わずに取り上げていた。パーソナリティは木谷美帆が務めていた。

## 放送時間
いずれも日本標準時。
- 月曜 21:30 - 21:55（1998年 - 2000年）[3]
- 火曜 20:30 - 20:55（2000年 - 2001年）[4]